# Tshekardocoleoidea
Tshekardocoleoidea zijn een uitgestorven superfamilie van kevers uit de onderorde Protocoleoptera.

## Taxonomie
De superfamilie is als volgt onderverdeeld:
- Familie Tshekardocoleidae Rohdendorf, 1944  †
- Familie Labradorocoleidae Ponomarenko, 1969  †
- Familie Oborocoleidae Kukalová, 1969  †